# Carex yonganensis
Carex yonganensis là một loài thực vật có hoa trong họ Cói. Loài này được L.K.Dai & Y.Z.Huang mô tả khoa học đầu tiên năm 1995.